# Internord Aviation
Internord Aviation A/S (im Außenauftritt firmierend als Internord) war eine in Kopenhagen ansässige dänische Charterfluggesellschaft, die ihren Betrieb im Jahr 1968 eingestellt hat.

## Geschichte

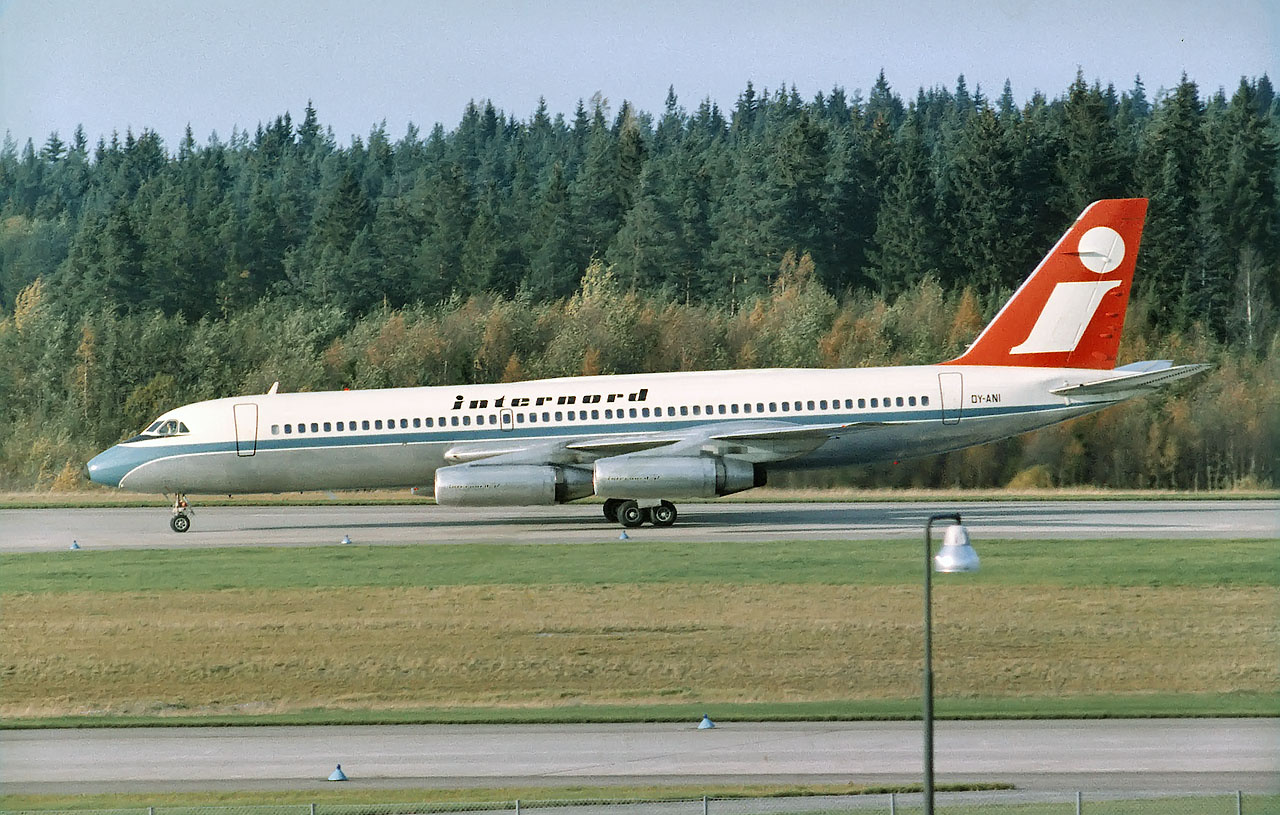
Internord stellte ihre erste Convair CV-990 im Sommer 1967 in Dienst.

Die Internord Aviation A/S wurde am 30. November 1965 als ein Joint Venture der schwedischen Osterman Air Charter (OAC) und der dänischen Aero-Nord gegründet. Beide Unternehmen waren je zur Hälfte an der neuen Gesellschaft beteiligt und traten ihre Charterverträge sowie je vier Douglas DC-7 an die Internord ab. Hierzu musste Aero-Nord eine zusätzliche Maschine erwerben. Die Flugzeuge der Internord verblieben im Eigentum der beteiligten Unternehmen, so dass je vier Douglas DC-7 ein schwedisches bzw. dänisches Kennzeichen trugen. Ebenso wurden die Angestellten weiterhin über die Muttergesellschaften beschäftigt. Die Internord war rechtlich ein dänisches Unternehmen, das aber auf den Flughäfen  Kopenhagen-Kastrup und Stockholm/Bromma beheimatet war und die dortigen technischen Einrichtungen der zwei Stammgesellschaften nutzte.
Die Aufnahme des Flugbetriebs erfolgte am 1. Januar 1966. Parallel dazu stellten Aero-Nord und Ostermanair-Sweden ihre Charterdienste zum 31. Dezember 1965 ein. Die abgetretenen Flugzeuge erhielten zunächst keine neue Lackierung, so dass der Firmenname Internord erst ab dem 1. April 1966 (mit Beginn des Sommerflugplans) im Außenauftritt sichtbar wurde. Die Gesellschaft führte touristische Charterflüge (IT-Charter) im Auftrag dänischer und schwedischer Reiseveranstalter in den Mittelmeerraum sowie zu den Kanarischen Inseln aus und setzte ihre Flugzeuge zudem im Gelegenheitsverkehr (Ad-hoc-Charter) innerhalb Europas ein.
Im Herbst 1966 plante das Unternehmen drei Boeing 727-100QC zu kaufen, welche die World Airways bestellt, aber nicht vom Hersteller abgenommen hatte. Die Beschaffung dieser Maschinen konnte nicht finanziert werden. Stattdessen erwarb Internord über ihre Muttergesellschaften im Februar 1967 drei Düsenflugzeuge des Typs Convair CV-990 von der American Airlines. Die erste Maschine wurde am 23. Juni 1967 übergeben und ab dem 28. Juni im Flugbetrieb eingesetzt. Die Auslieferung der zweiten und dritten Convair 990 erfolgte im November 1967 bzw. im März 1968. Weil ein Einsatz der Düsenflugzeuge von der kurzen Startbahn des Flughafens Bromma nicht möglich war, eröffnete Internord eine weitere Basis auf dem Flughafen Stockholm/Arlanda.
Die Gesellschaft konnte die mit 149 Sitzplätzen ausgestatteten Convair CV-990 nur zeitweise auslasten. Zudem war die Wartung dieser Maschinen sehr kosten- und zeitintensiv, so dass sich die finanzielle Situation des Unternehmens im Verlauf des Jahres 1968 zunehmend verschlechterte. Am 30. Oktober 1968 stellte Internord Aviation den Flugbetrieb aus wirtschaftlichen Gründen ein. Die Gesellschaft wurde  im Anschluss liquidiert.

## Flotte
- Convair CV-990A
- Douglas DC-7 und DC-7B